# Oskar Moll

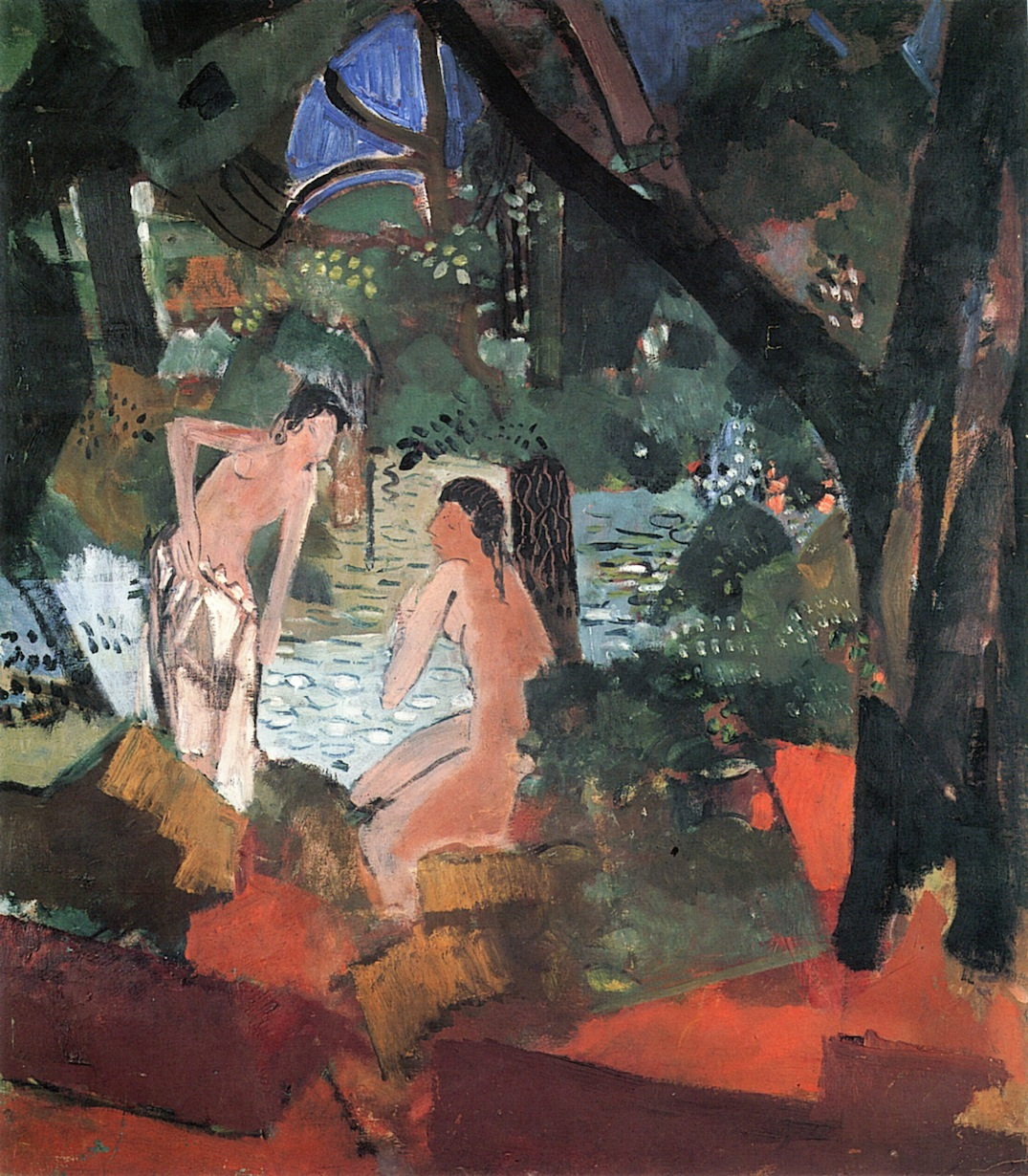
Dvě ženy u řeky

Oskar Karl Moll (21. července 1875, Brzeg – 19. srpna 1947, Berlín) byl německý malíř. Celkem vytvořil přes 800 obrazů, akvarelů, kreseb a litografií. Ve svých malbách Moll kombinoval lineární struktury s barevnými povrchy a vytvořil tak abstraktivní a lyrické reprezentace krajiny, zátiší a portréty.
Sbírka jeho děl je od 20. října 2017 součástí stálé výstavy Uměleckého fóra Východoněmecké galerie.

## Život
Oskar Moll studoval v Mnichově a v Berlíně, mj. spolu s Lovisem Corinthem. Roku 1906 si vzal Marg Mollovou, malířku a sochařku. V roce 1907 jel do Paříže, kde se setkal s Henrim Matissem. Spolu se svou ženou a Hansem Purrmannem a dalšími založil v roce 1908 soukromou malířskou školu Académie Matisse; o tři roky později byla zavřena poté, co Henriho Matisse přestala výuka těšit.
Od roku 1918 působil Moll na Státní akademii umění a řemesel ve Vratislavi, nejdříve jako profesor, od roku 1925 až do jejího zavření Nouzovým nařízením č. 2 v roce 1932 pak jako její ředitel. Přesunul se na Akademii umění v Düsseldorfu, ale po nástupu nacismu byl v roce 1933 označen za „zvrhlého umělce“ a propuštěn. V roce 1937 bylo 35 jeho děl zabaveno a spolu s díly jeho manželky a mnoha dalších autorů vystaveno na výstavě Entartete Kunst v Mnichově.

## Galerie

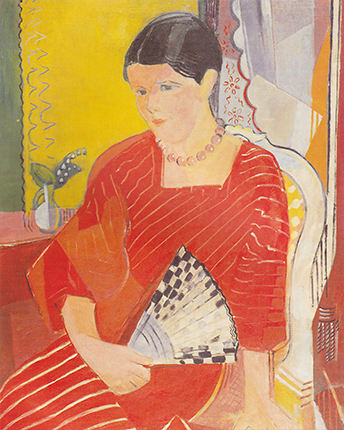
Brigitte mit rotem Kleid, 1934
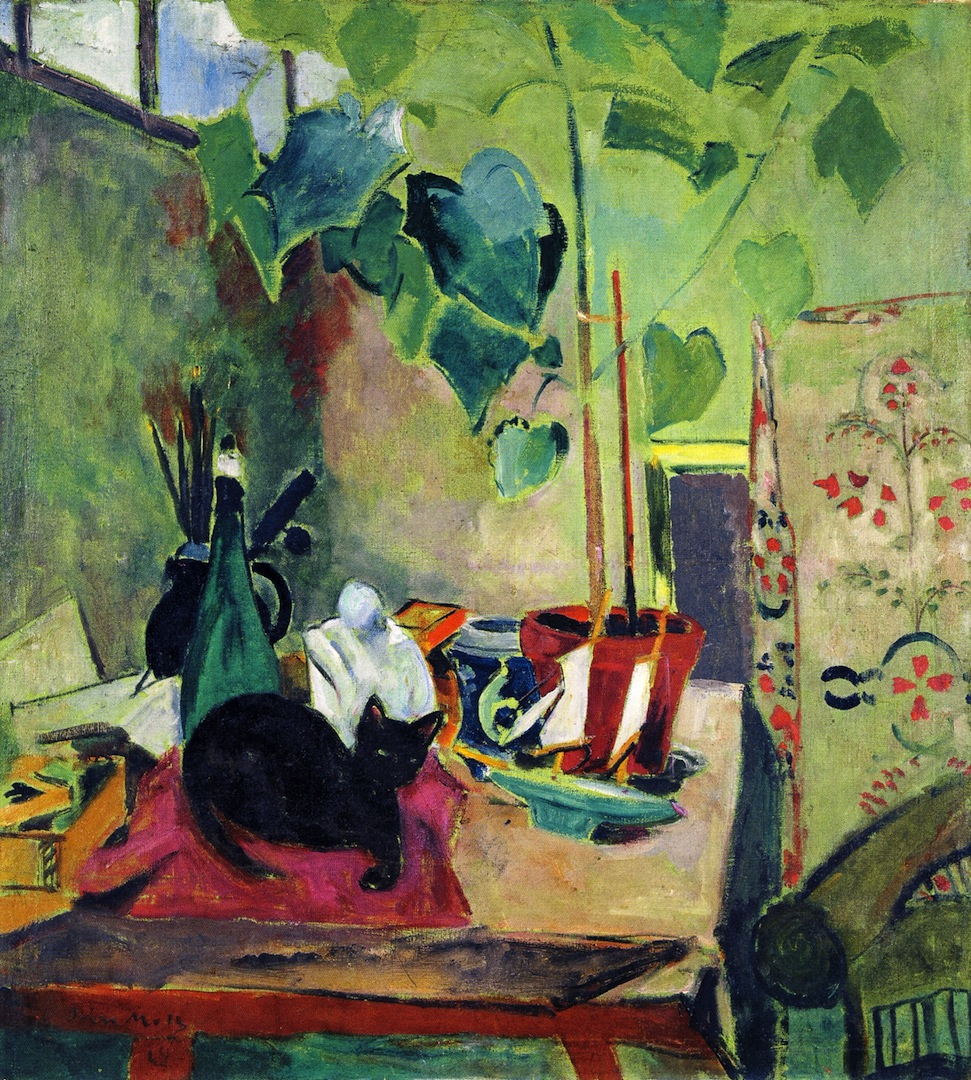
Cat with House Plant
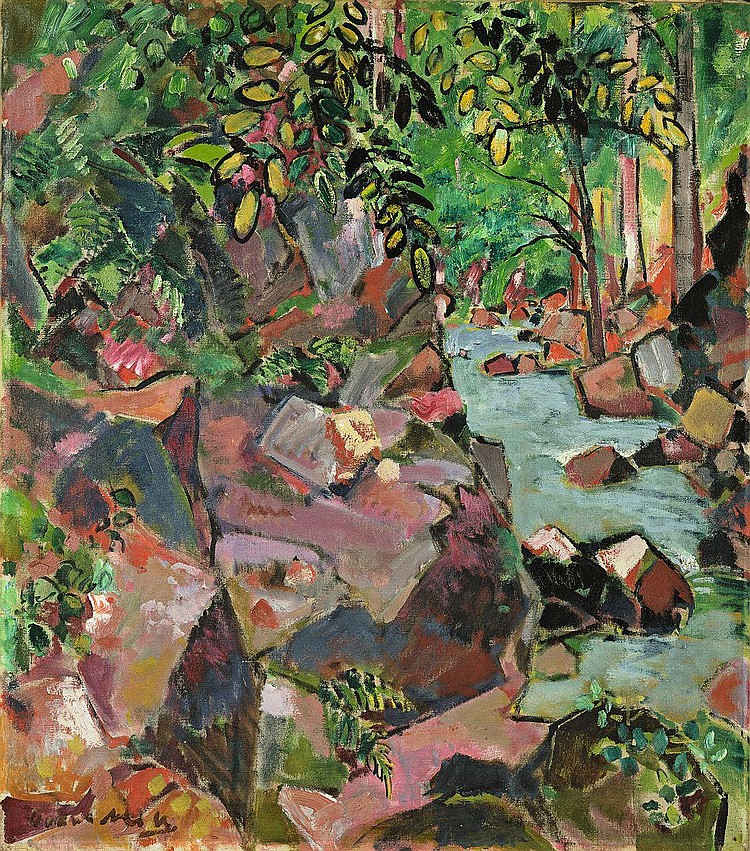
Felsen am Bach
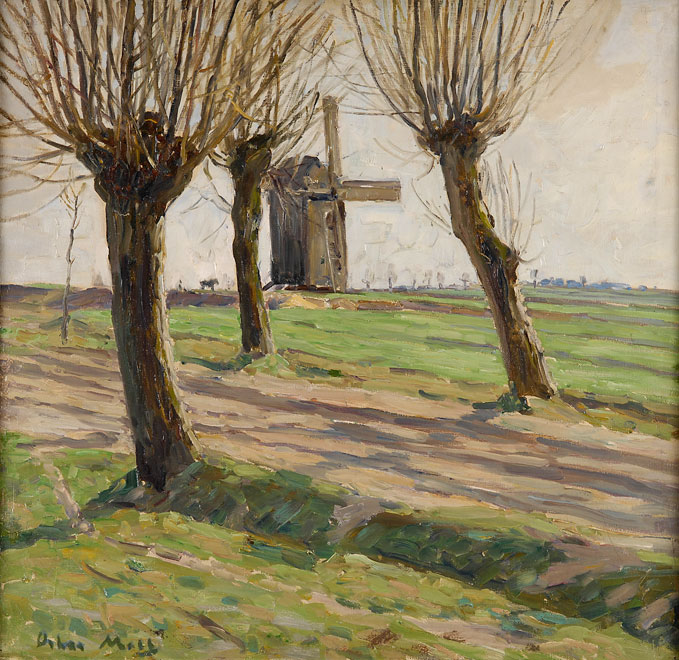
Landscape with Windmill
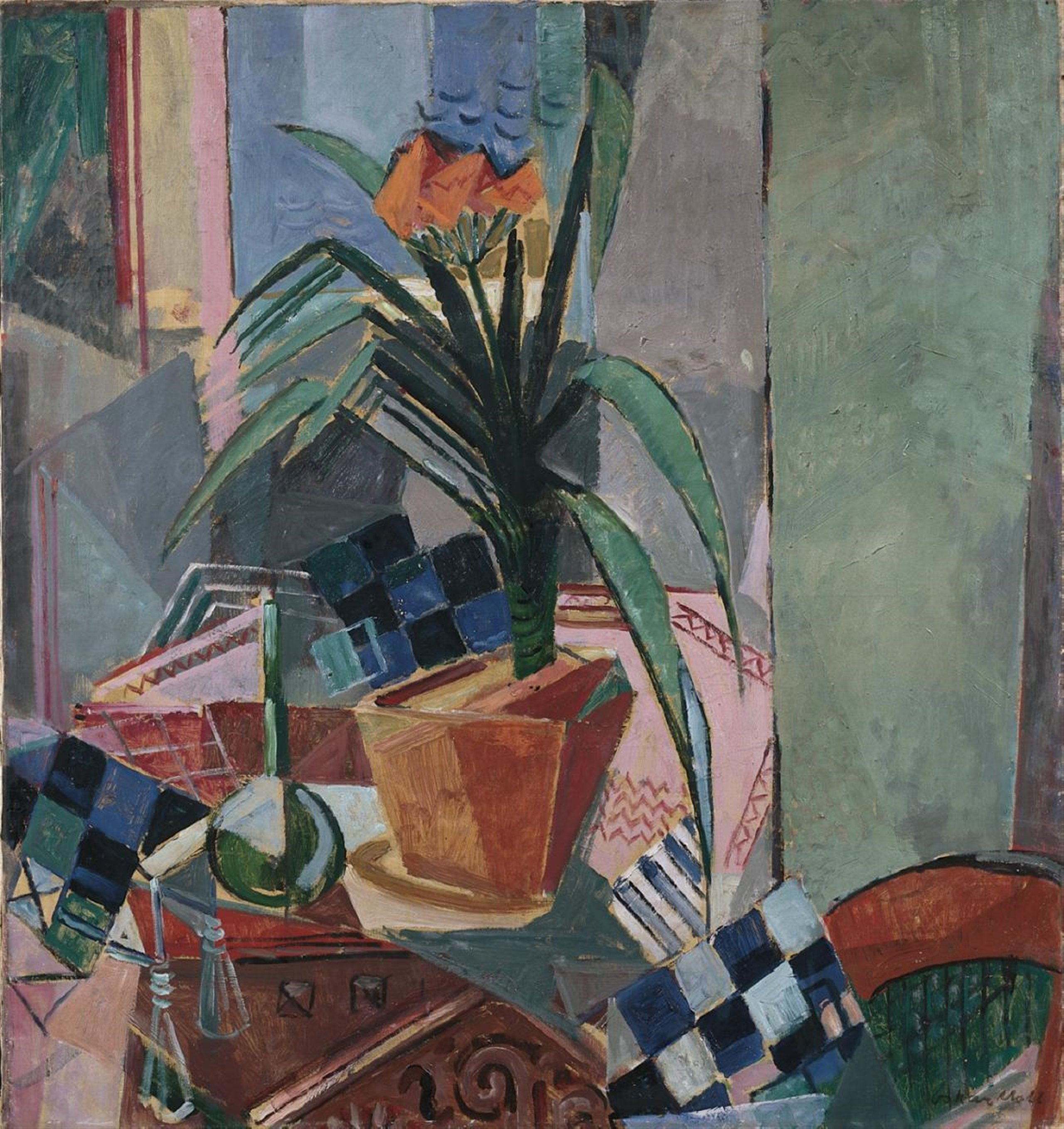
Stilleben mit Clivia
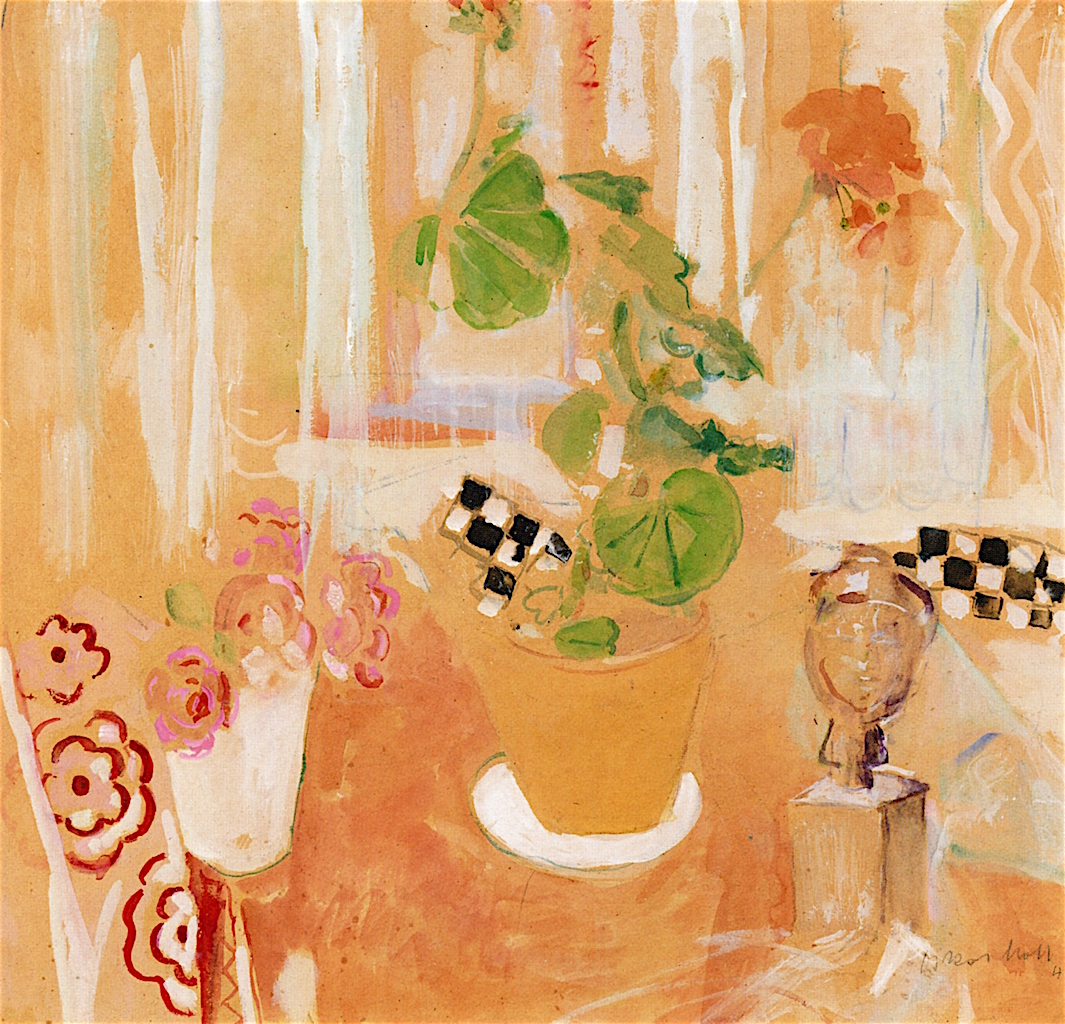
Still Life with Bronze Head
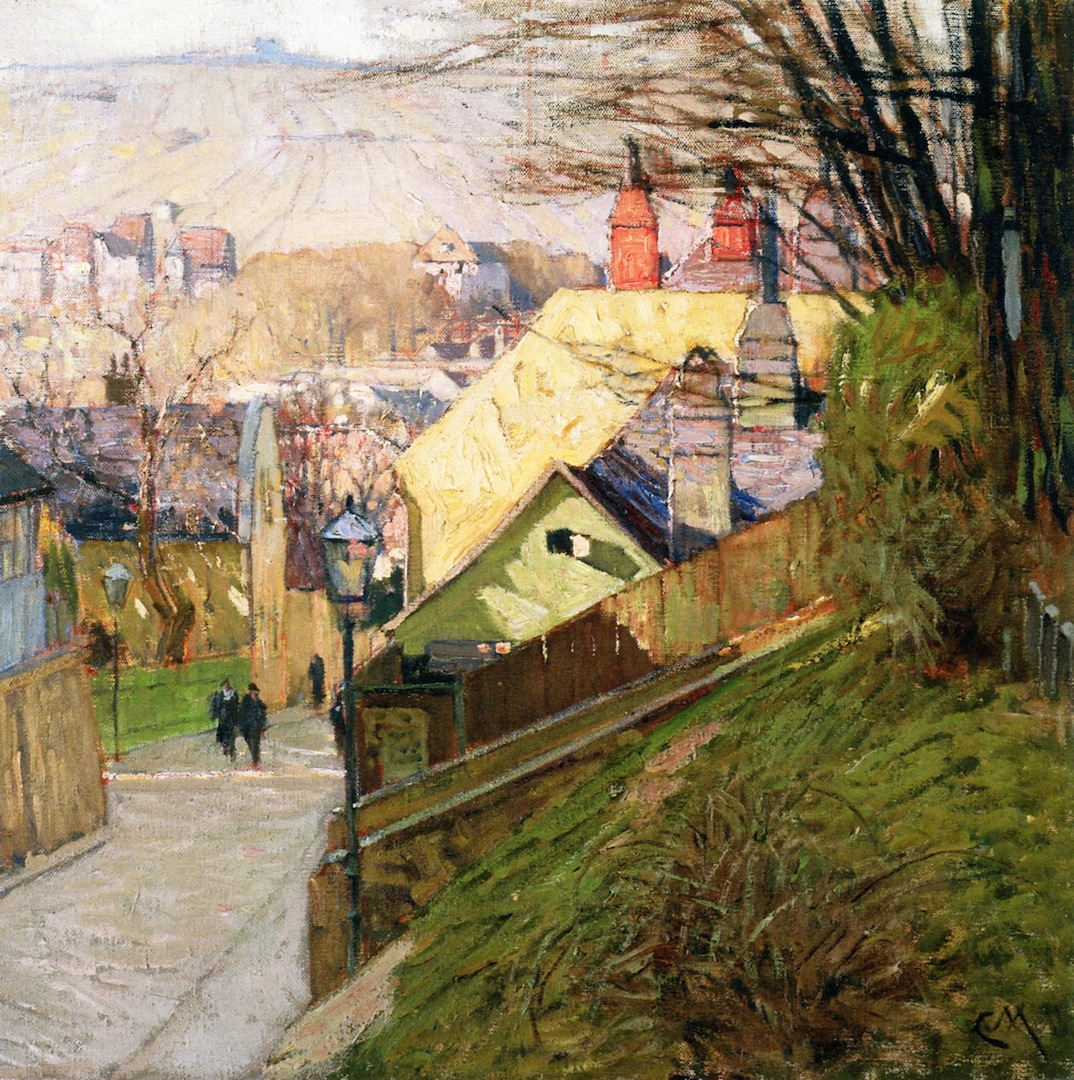
The House of Therese Krones in Döbling in Wein
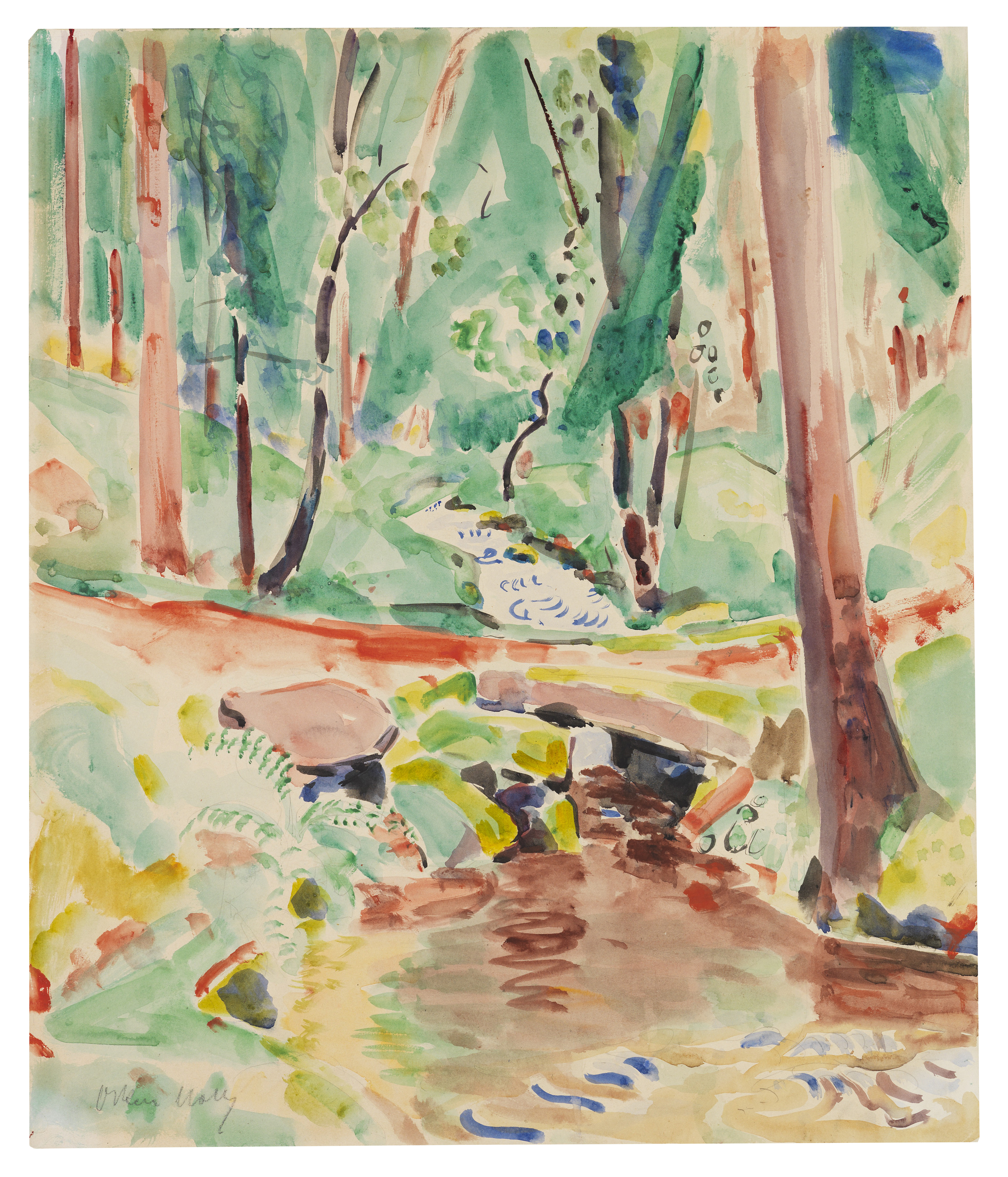
Waldbach II, 1920
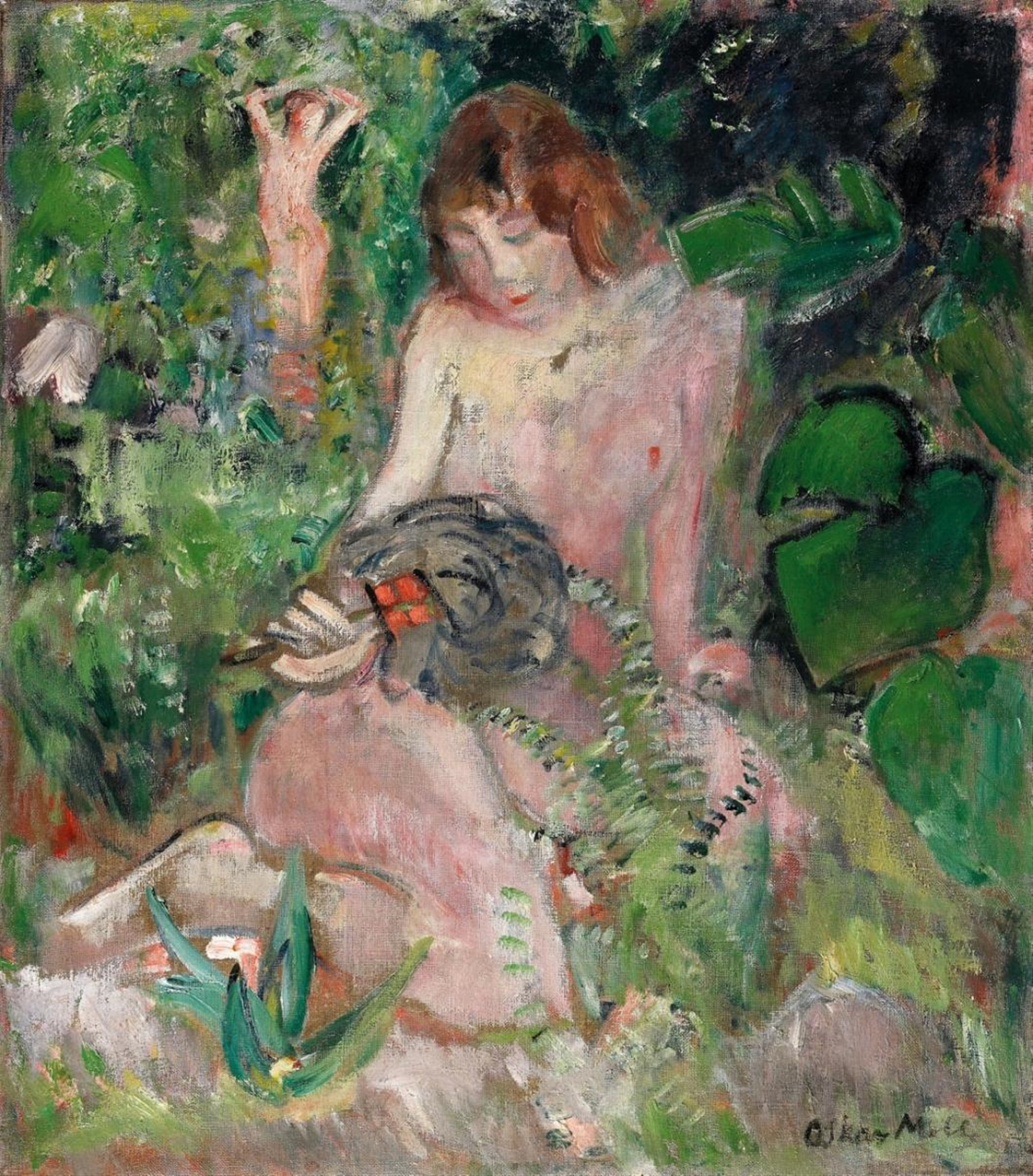
Akt mit Faecher im Gruenen
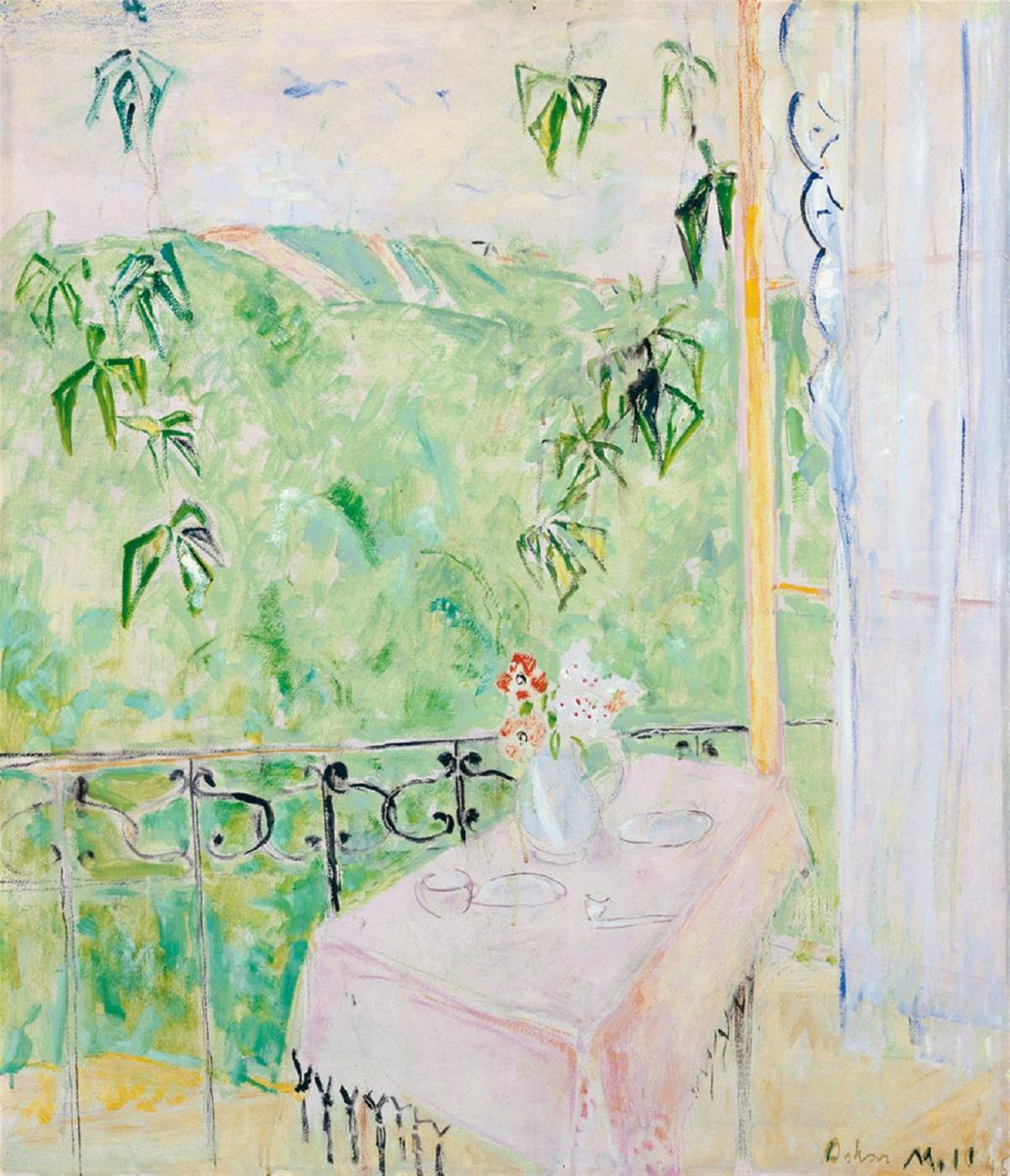
Balkonausblick mit Weinla
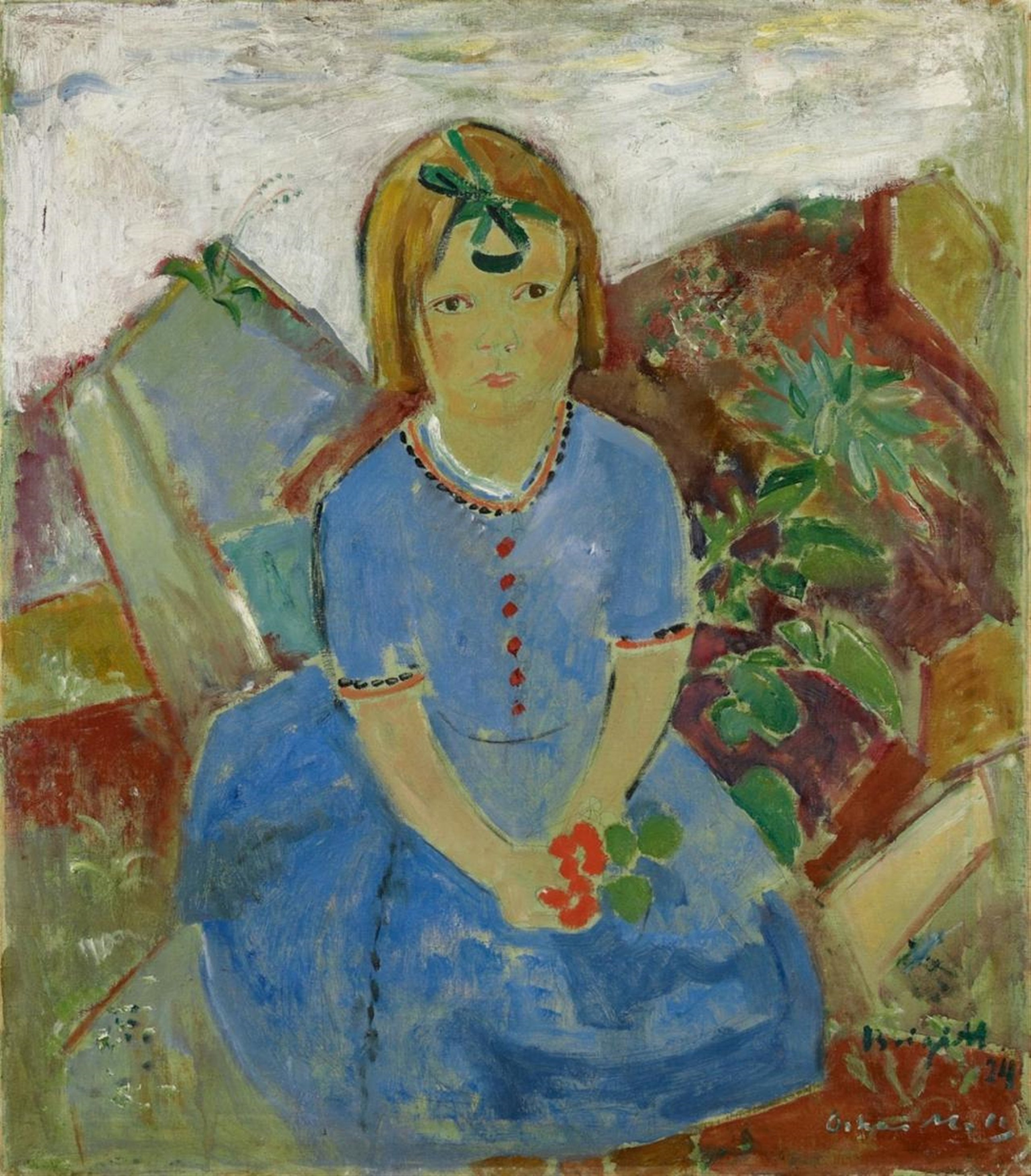
Brigitte in Blau Brigitt
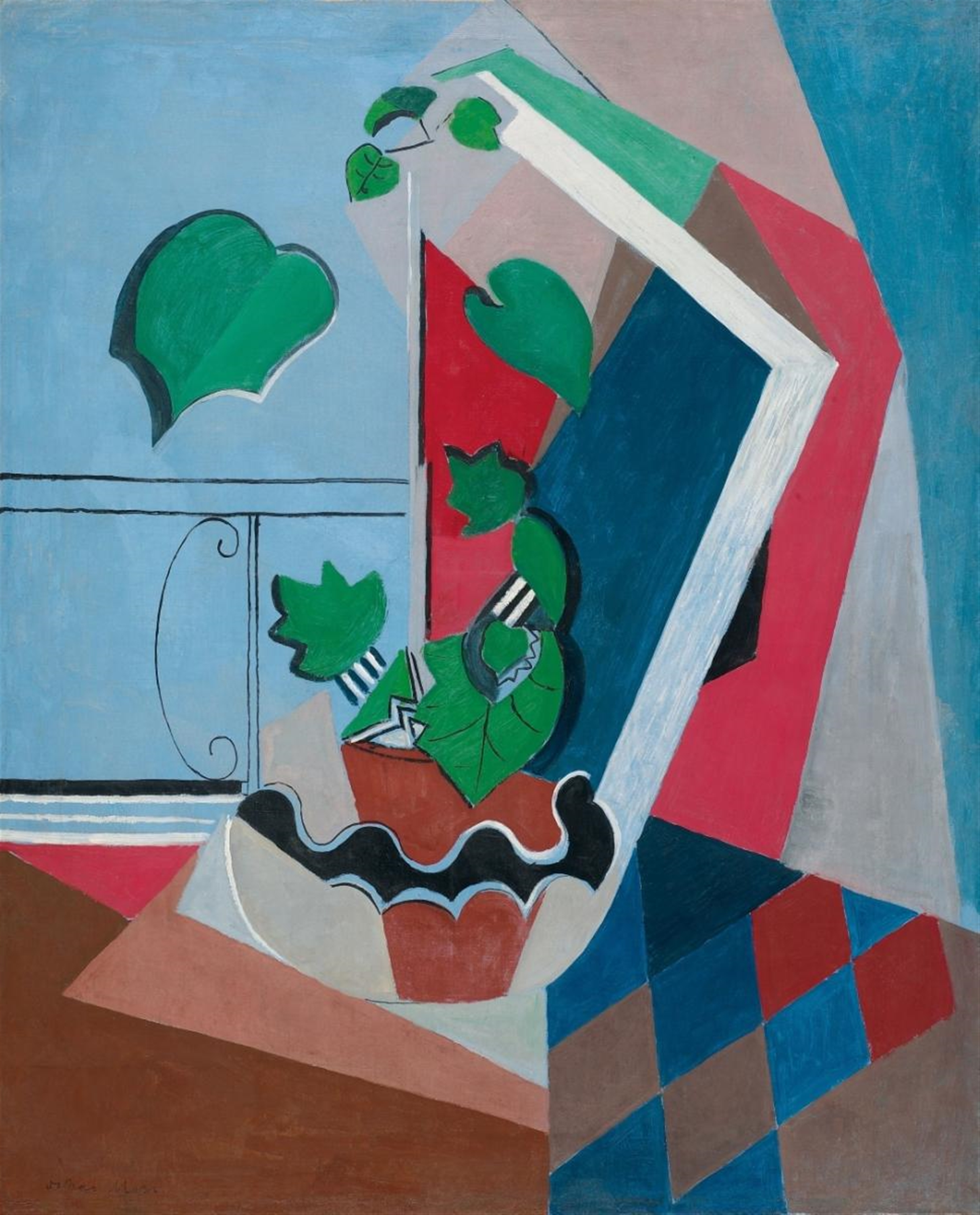
Komposition mit Zimmerlin
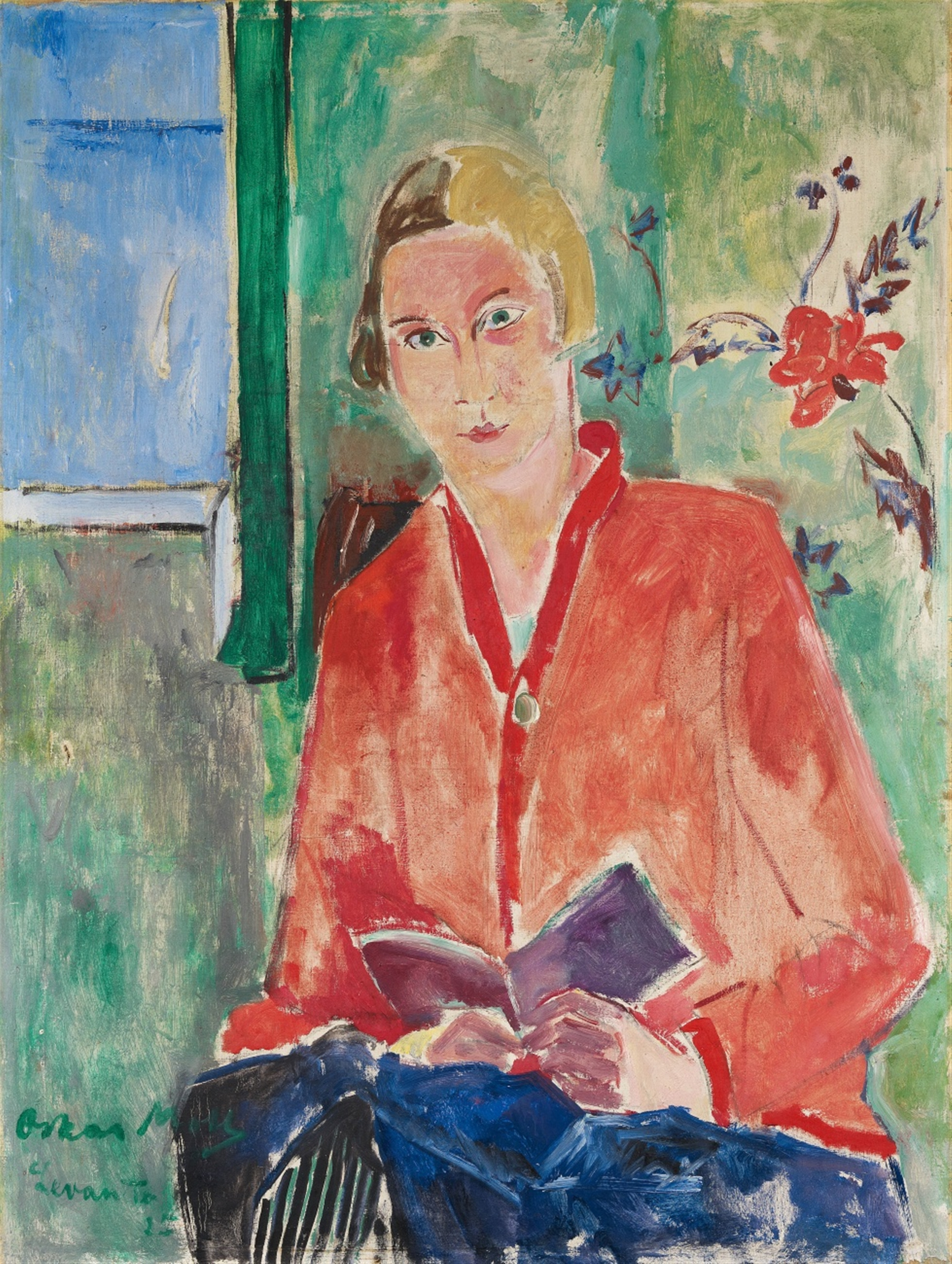
Lesende mit roter Jacke
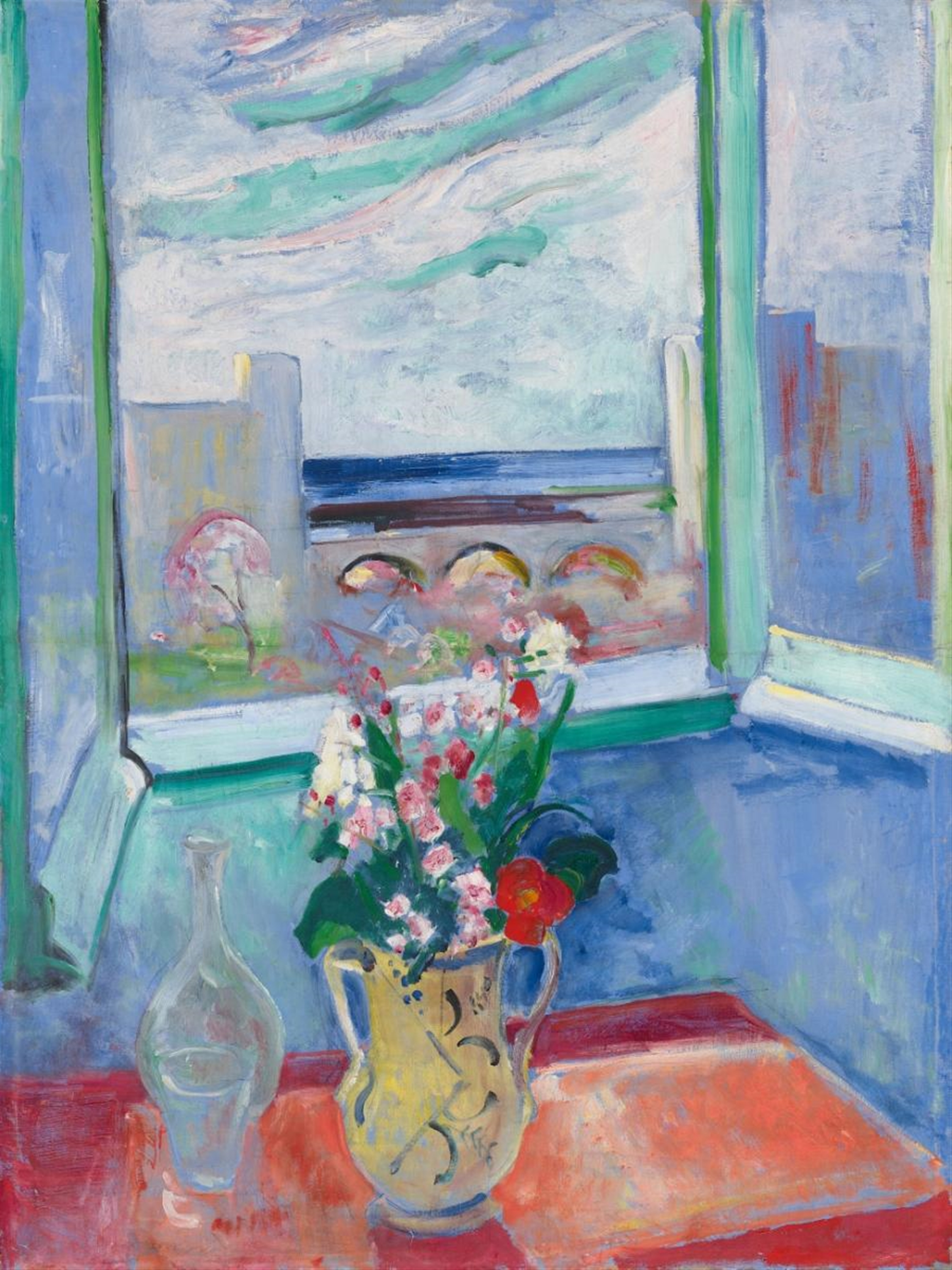
Levanto I Blumenstrauss
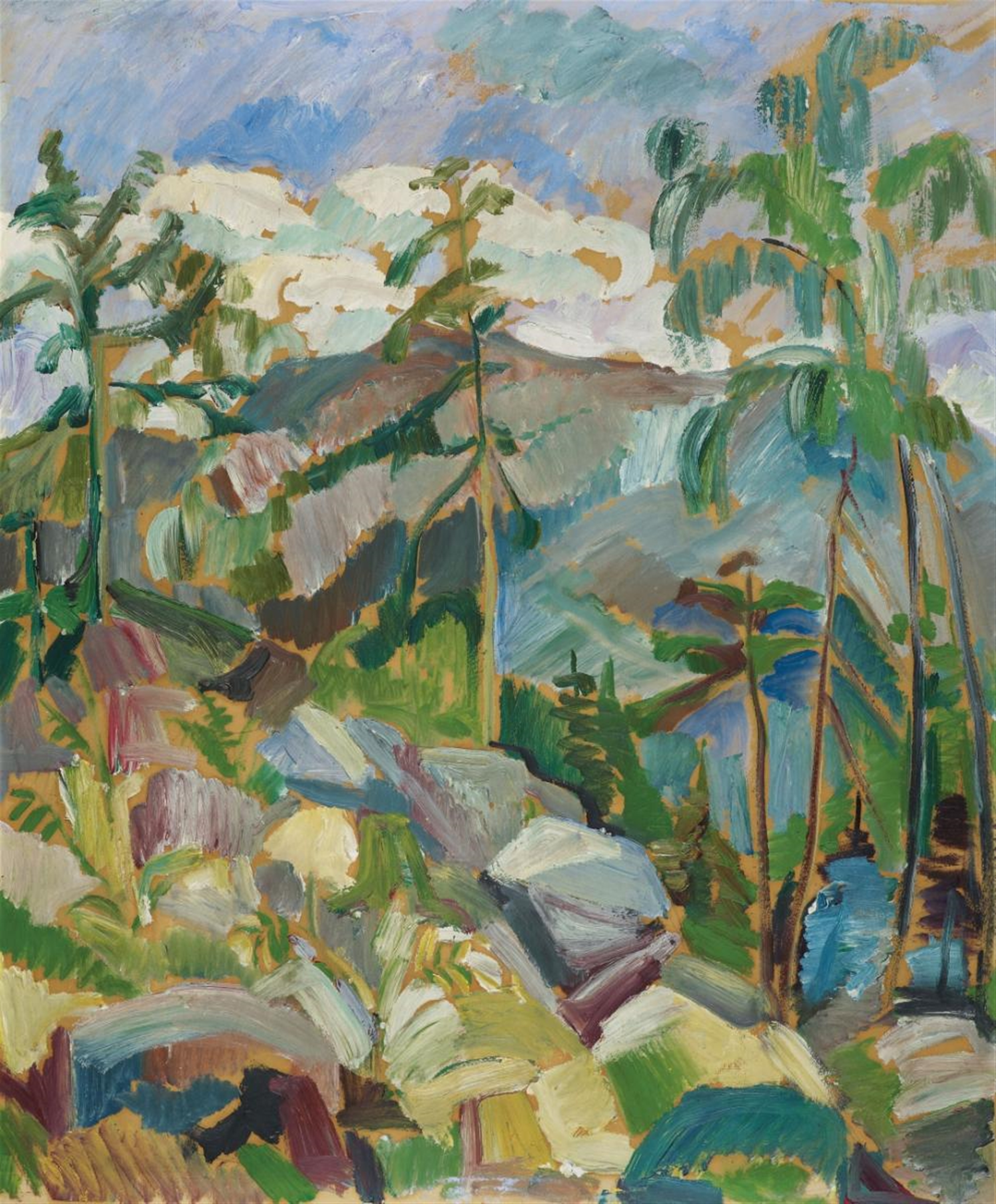
Mountain Landscape
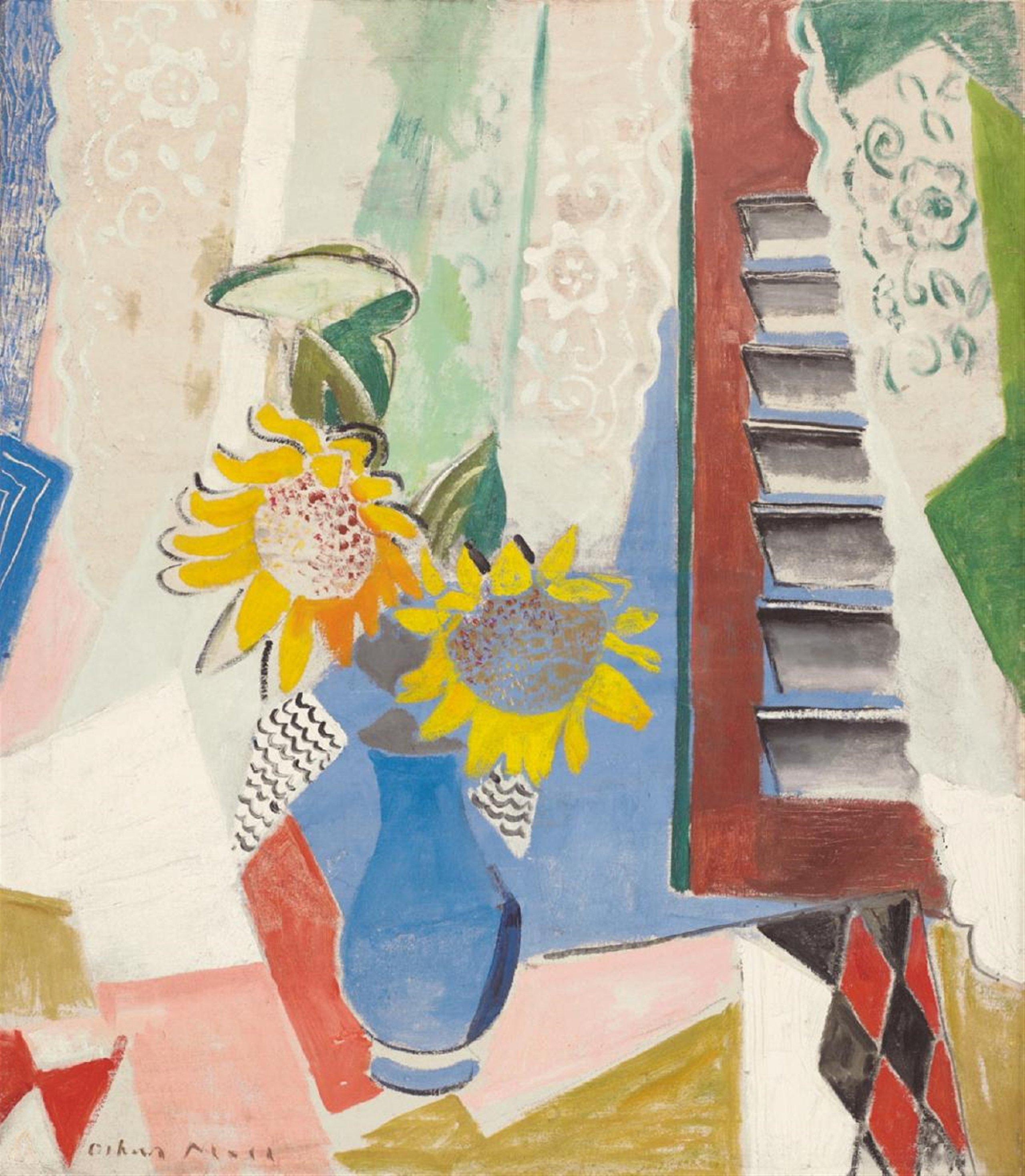
Sonnenblumen mit Fenster
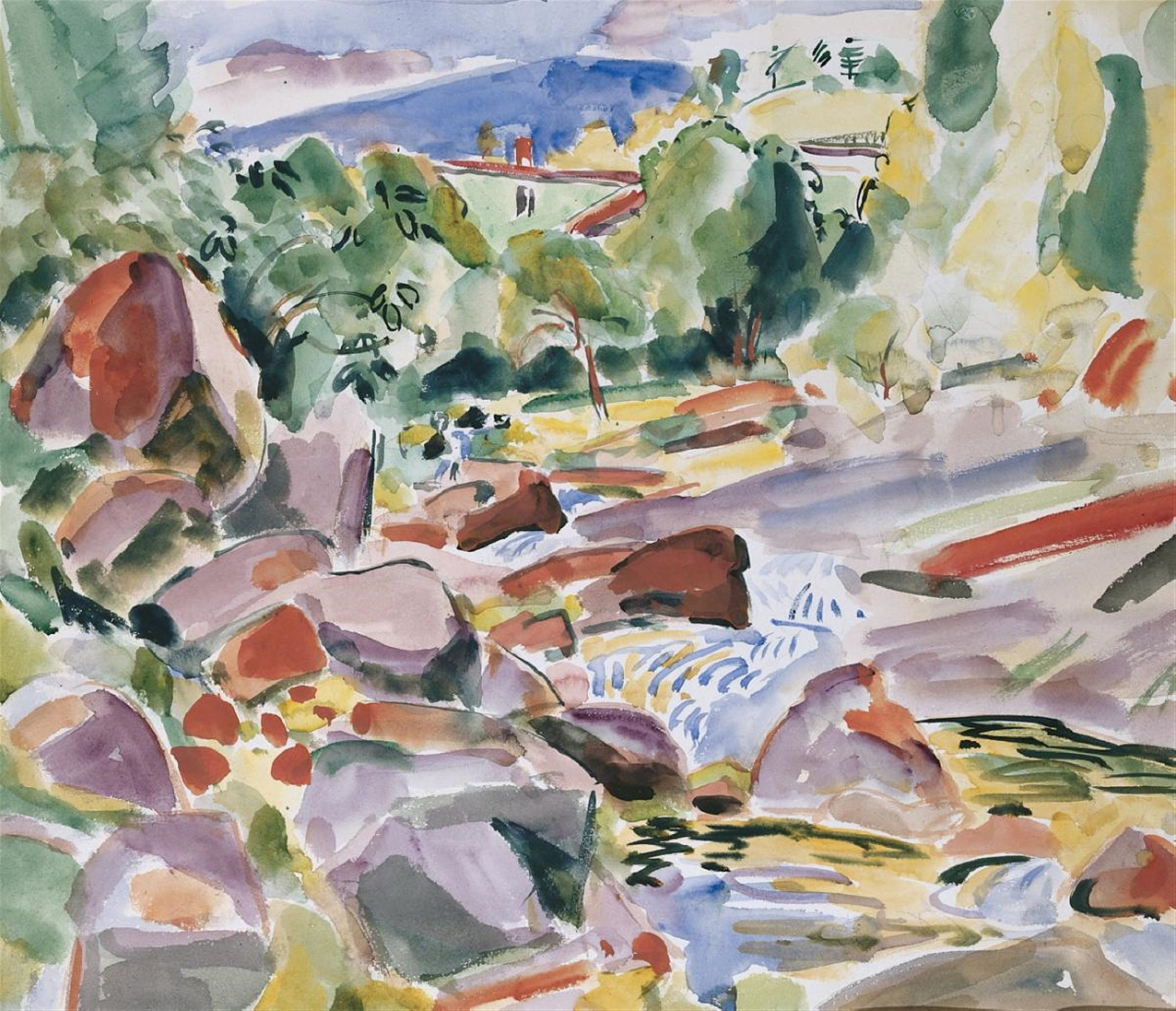
Steiniger Bach in suedlich
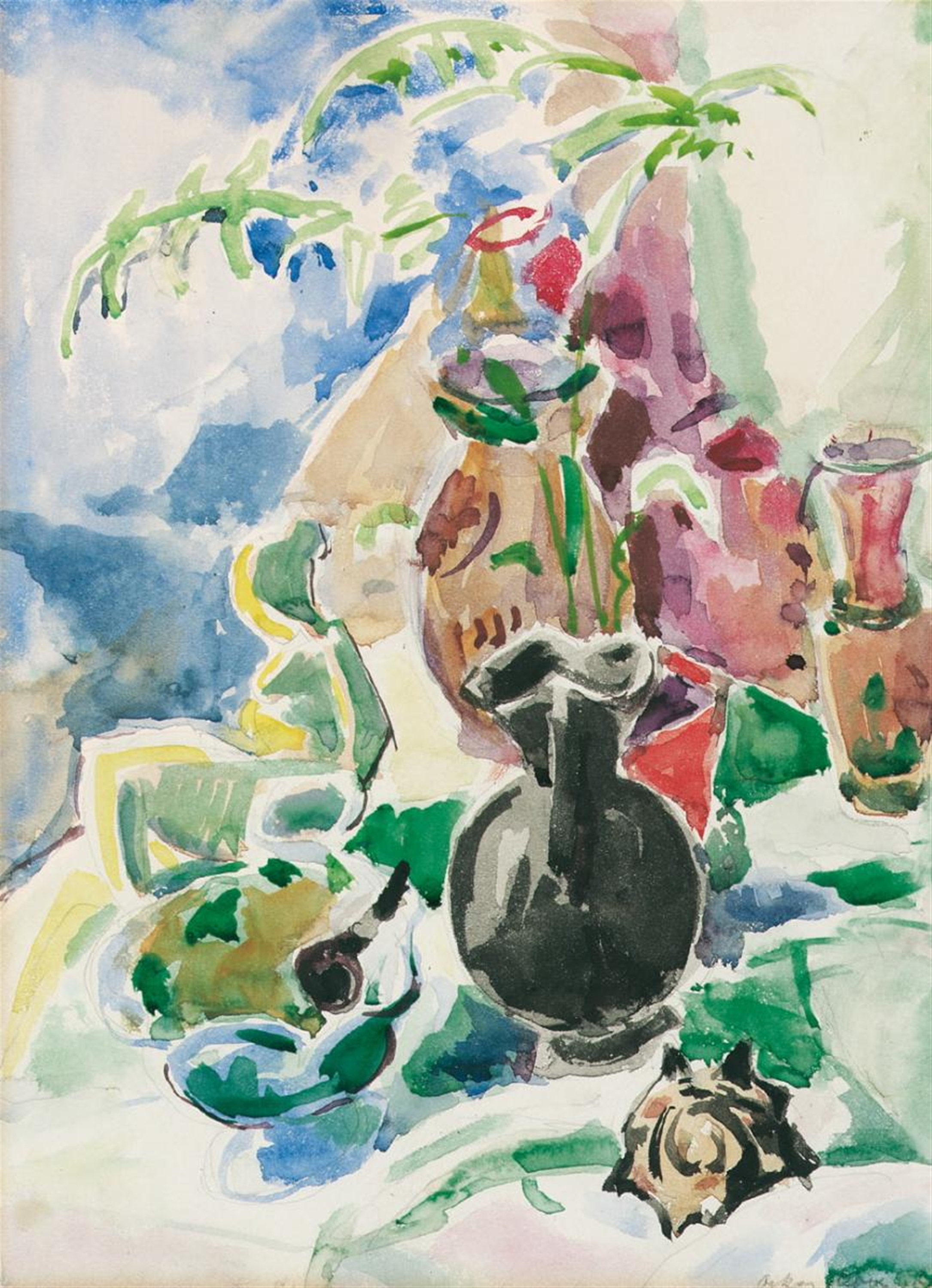
Stilleben mit Matisse
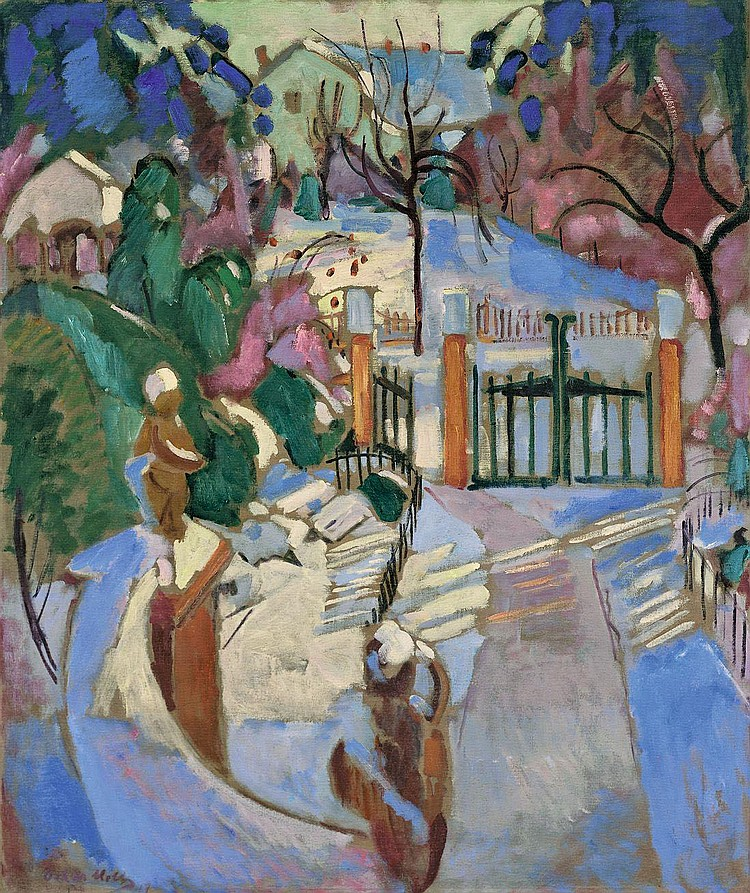
Vorgarten im Winter